# Salvador Dalí Museum
Het Salvador Dalí Museum is een museum in Saint Petersburg in Florida in de Verenigde Staten, gewijd aan de werken van Catalaanse schilder Salvador Dalí (1904-1989). Het is gebaseerd op de privécollectie van de kunstverzamelaars Reynold en Eleanor Morse. Het huidige gebouw van de architect Yann Weymouth werd op 11 januari 2011 in gebruik genomen. De collectie behelst meer dan 2000 voorwerpen, waaronder 96 olieverfschilderijen.
De Morses kochten hun eerste werk in 1942 Daddy Longlegs of the Evening, Hope! een olieverfschilderij uit 1940. Na hun ontmoeting met de kunstenaar in 1943 werden ze begeesterde verzamelaars en goede vrienden van de kunstenaar die ze vaker bezochten in zijn villa, nu Casa-Museu Salvador Dalí, in Portlligat bij Cadaqués. Wanneer de Morses in 1971 een tweehonderdtal stukken uitleenden voor een retrospectieve, kwamen ze tot de vaststelling dat hun langzaam gegroeide collectie een vast stek nodig had. Een eerste museum werd nog hetzelfde jaar ingericht, in het bijzijn van de kunstenaar, in Beachwood (Ohio). Wegens het toenemende bezoekersaantal werd dit gebouw snel te klein en in 1982 openden ze een nieuw museum in Saint Petersburg, in een omgebouwd stapelhuis bij de haven. Ook dit werd te klein, waarop de Salvador Dalí Foundation besloot een totaal nieuw gebouw op te richten. De collectie is de op een na grootste ter wereld, na het Dalí Theatermuseum in zijn geboortestad Figueres.
Het complex bestaat uit drie verdiepingen: op de begane grond de cafetaria, de museumshop en een aula, op de eerste verdieping de administratie, de bibliotheek en kantoren voor onderzoekers, en op de bovenste verdieping de permanente collectie en ruimte voor tijdelijke tentoonstellingen. Het is omringd door een bijzondere tuin met onder meer een “Wiskundige Tuin” een didactisch project waarin het verband tussen natuur en wiskunde uitgelegd wordt en een labyrint.

## Enkele bekende werken
- De hallucinogene toreador (1969)
- De ontdekking van Amerika (1958-59)

## Erkenning
- In 2014 kreeg het museum de Premi Nacional de Cultura van de Catalaanse regering, de jury motiveerde de prijs als volgt: “een belangrijke entiteit voor de internationale promotie van het werk van Dalí en de hedendaagse Catalaanse kunst”[4]

- Bibliothèque nationale de France: cb12402258g (data)
- Catàleg d'autoritats de noms i títols de Catalunya: 981058611929206706
- Gemeinsame Normdatei: 5043292-8
- International Standard Name Identifier: 0000 0001 2178 7752
- Library of Congress Control Number: n90695300
- Nationale Bibliotheek van Tsjechië: kn20050506070
- Nationale Bibliotheek van Israël: 987007604994505171
- Virtual International Authority File: 146126883